# Spikes da baseball
Gli spikes sono gli speciali tacchetti utilizzati nelle scarpe da baseball.

## Caratteristiche
Questi speciali tacchetti sono spessi 0,7-0,8 mm e sono costituiti di acciaio purissimo. Sono lunghi 1 cm circa e alti 0,5 cm. Sotto la scarpa ve ne sono 6: tre posti a triangolo sulla punta e altrettanti e posti allo stesso modo sotto al tallone.

## Vantaggi
I vantaggi dell'utilizzo degli spikes consistono nella maggiore aderenza sulla terra rossa del diamante e sull'erba del campo. Senza di essi i giocatori scivolerebbero sul terreno. La loro funzione è dunque analoga ai tacchetti usati nel calcio.

## Svantaggi
Lo svantaggio principale degli spikes consiste nella pericolosità di essi. Infatti non è raro che durante un'azione di gioco, il giocatore debba scivolare per arrivare in base; se egli finisce, senza volere, contro il corpo dell'avversario, quest'ultimo rischia di farsi seriamente male. Gli spikes possono incidere in superficie la pelle. Bisogna pertanto fare molta attenzione quando li si indossa.